# Florin Busuioc
Florin Busuioc „Busu” (n. 19 mai 1962, Hunedoara, Hunedoara, România) este un actor român și prezentator al rubricii "Vremea" din cadrul Știrilor Pro TV.

## Biografie
A debutat în televiziune in 1992, la TVR, în rolul principal din filmul pentru copii Brutus (premiat în 1993 la The International Film Festival Prix Danube, Bratislava, Slovacia), apoi ca prezentator al emisiunii TIP TOP MINITOP creată și produsă de realizatoarea TV 59 Oana Ionescu. În 5 decembrie 1996 a devenit gazda emisiunii Dăruiești și câștigi la Pro TV, unde, în perioada 17-24 decembrie, a prezentat cazurile unor copii talentați, cu posibilități materiale precare. În 2010, a fost desemnat de către Societatea Europeană de Meteorologie ca cel mai bun prezentator meteo al anului din Europa.

## Viață personală
A fost căsătorit cu Marieta (medic) cu care are un băiat, Florin Jr. S-a recăsătorit cu Lili cu care are două fetițe, Catinca și Natalia.
În data de 6 noiembrie 2018, Florin Busuioc a suferit un infarct în timpul unui spectacol, în Craiova. După primul atac de cord, în urma căruia a fost resuscitat, actorul a mai suferit alte două atacuri. Florin Busuioc a fost operat în noaptea de 6 spre 7 noiembrie, fiindu-i montat un stent. Florin Busuioc a făcut parte din distribuția spectacolului Central Park, care s-a jucat pe scena Filarmonicii Oltenia din Craiova.

## Filmografie
- Hanul dintre dealuri (1988)
- Atac în bibliotecă (1993)
- Ținutul Dragonului (Dragonworld)[8] (1994) - paznic #3
- Nostradamus (1994)
- Lumea lui Bobby (1999) - Derek Generic (dublaj română)
- Dark Asylum (2001) - Agentul FBI
- Elita (2001) - Red
- Amen. (2002) - Ofițer SS 3
- Ciocârlia (2002)
- Țăcăniții (2002) - Cougar
- Paznic de temut (2005) - conducătorul sătenilor
- Sex Traffic (2004) - Davor
- Niciodată nu e prea târziu (2006) - Mircea Negreanu
- Pasiune și destin (2007) - paznic la închisoare
- Tache (2008)
- Martor și acuzator (2010) - Danik
- Crăciunul la Castel (2011) - Duce de Belmont
- Jocul asasinilor (2011) - Gregor Antonescu
- Nașa (2011) - părintele Pafnutie
- Ho Ho Ho 2: O loterie de familie (2012) - Narator
- 6 gloanțe (2012) - Directorul hotelului
- Zăpadă, Ceai și Dragoste (2020)
- Pup-o, mă! 2: Mireasa nebună (2021) - Zmeu
- Robotboy  (dublaj română)

## Legături externe
- Florin Busuioc la ProTV
- Florin Busuioc la CineMagia
- Florin Busuioc la Internet Movie Database
- Florin Busuioc Arhivat în 19 decembrie 2013, la Wayback Machine. la Cinemarx
- Florin Busuioc vedetă tv: „Ștampila «Busu de la meteo» mă onorează“, 6 februarie 2011, Roxana Lupu, Adevărul
- Florin Busuioc: „Eram un elev de nota 6- 7 la matematică“, 10 octombrie 2010, Florina Tecuceanu, Adevărul
- Busu: „Familia îmi dă puterea să nu mă las!“, 27 mai 2010, Maridana Arsene, Adevărul
- https://cultural.bzi.ro/povestea-de-dragoste-dintre-florin-busuioc-si-liliana-frumoasa-lui-sotie-mi-se-parea-ciudat-sa-i-fiu-profesor-si-am-plecat-din-scoala-74586%5Bnefuncțională+–+%5D

Imagini
- Cum arăta Florin Busuioc la 18 ani, 28 noiembrie 2013, Gândul